# Persone di nome Carlo/Calciatori
| Questa pagina contiene informazioni ricavate automaticamente dalle voci biografiche con l'ausilio del template Bio e di un bot. L'aggiornamento è periodico e automatico e ricostruisce completamente la pagina. Se manca una persona in questa lista, sei pregato di non aggiungerla, ma accertati piuttosto che la sua voce biografica contenga il template Bio e che i dati anagrafici siano correttamente compilati. Se il template Bio manca, inseriscilo tu stesso o, in alternativa, metti l'avviso {{tmp\|Bio}} che ne segnala la mancanza. Se i dati riportati sono sbagliati, correggi direttamente la voce biografica; le modifiche saranno visibili in questa lista entro pochi giorni. Per chiarimenti vedi il progetto antroponimi. La lista contiene solo le 193 persone che sono citate nell'enciclopedia e per le quali è stato implementato correttamente il template Bio. Pagina aggiornata al 6 ago 2025. |

Questa è una lista di persone presenti nell'enciclopedia che hanno il nome Carlo e sono calciatori.

## A(7)
- Carlo Albini, calciatore italiano (Brescia, n. 1914 - Rho, † 1976)
- Carlo Annovazzi, calciatore e allenatore di calcio italiano (Milano, n. 1925 - Milano, † 1980)
- Carlo Ansermino, calciatore italiano (Alessandria, n. 1902)
- Carlo Armiento, calciatore australiano (Adelaide, n. 1999)
- Carlo Avedano, calciatore italiano (Torino, n. 1924)
- Carlo Azzali, calciatore e allenatore di calcio italiano (Parma, n. 1936 - † 1992)
- Carlo Azzimonti, calciatore italiano (Busto Arsizio, n. 1913 - Busto Arsizio, † 1988)

## B(26)
- Carlo Baccarini, calciatore e allenatore di calcio italiano (Hayange, n. 1922 - Perugia, † 2000)
- Carlo Ballerini, calciatore italiano (Gironico, n. 1903 - Como, † 1972)
- Carlo Banfi, calciatore italiano
- Carlo Barbieri, calciatore italiano (Fontanelice, n. 1922)
- Carlo Barbieri, calciatore italiano (Mantova, n. 1900)
- Carlo Barini, calciatore italiano (n. 1894)
- Carlo Bay, calciatore italiano (Buenos Aires, n. 1901 - Rosario, † 1959)
- Carlo Belloni, calciatore italiano (Varese, n. 1929 - Varese, † 2008)
- Carlo Benelli, calciatore italiano (Reggio nell'Emilia, n. 1919 - † 1994)
- Carlo Bersani, calciatore italiano (Reggio Emilia, n. 1899 - Nave, † 1977)
- Carlo Bettin, calciatore italiano (Padova, n. 1919)
- Carlo Biagi, calciatore italiano (Viareggio, n. 1914 - Milano, † 1986)
- Carlo Bianchi, calciatore italiano (San Michele Extra, n. 1914)
- Carlo Bianchi, calciatore italiano
- Carlo Bigatto, calciatore e allenatore di calcio italiano (Balzola, n. 1895 - Torino, † 1942)
- Biagio Bobbio, calciatore italiano (Pegli, n. 1920 - Nizza, † 2006)
- Alberto Bonaretti, calciatore italiano (Carpi, n. 1922 - † 1963)
- Carlo Bonaventura, calciatore italiano (Padova, n. 1898)
- Carlo Bonino, calciatore e allenatore di calcio italiano (Palmanova, n. 1904)
- Carlo Borghi, ex calciatore italiano (Castiglione della Pescaia, n. 1958)
- Carlo Borgonovo, calciatore italiano (Milano, n. 1914 - Salerno, † 1987)
- Carlo Bossini, calciatore italiano (Quinzano d'Oglio, n. 1909 - Brescia, † 1977)
- Carlo Boukhalfa, calciatore tedesco (Friburgo in Brisgovia, n. 1999)
- Carlo Bozzi, calciatore italiano (Milano, n. 1896 - Milano, † 1957)
- Carlo Brasca, calciatore italiano (Cusano Milanino, n. 1917 - Cusano Milanino, † 1952)
- Carlo Buscaglia, calciatore italiano (Balocco, n. 1909 - Torino, † 1981)

## C(24)
- Carlo Campora, ex calciatore italiano (Genova, n. 1944)
- Carlo Cantini, calciatore italiano (Prato, n. 1897 - Pistoia, † 1976)
- Carlo Canziani, calciatore italiano
- Carlo Capelli, calciatore italiano (Piacenza, n. 1892 - Genova, † 1957)
- Carlo Capra, calciatore e allenatore di calcio italiano (Mercenasco, n. 1889 - † 1966)
- Carlo Casap, calciatore rumeno (Timișoara, n. 1998)
- Carlo Castellani, calciatore italiano (Montelupo Fiorentino, n. 1909 - Gusen, † 1944)
- Carlo Castelletti, calciatore italiano
- Carlo Cattaneo, calciatore italiano (Crema, n. 1915)
- Carlo Ceccotti, calciatore italiano (Calci, n. 1940 - † 2015)
- Carlo Ceresoli, calciatore e allenatore di calcio italiano (Bergamo, n. 1910 - Bergamo, † 1995)
- Carlo Ceriotti, ex calciatore italiano (Busto Arsizio, n. 1928)
- Carlo Alberto Cernuschi, ex calciatore italiano (Pola, n. 1933)
- Carlo Cervetto, ex calciatore italiano (Genova, n. 1939)
- Carlo Cherubini, ex calciatore italiano (Roma, n. 1977)
- Carlo Chierico, calciatore italiano (Alessandria, n. 1907)
- Carlo Cocchi, calciatore italiano (Milano, n. 1889 - Milano, † 1951)
- Carlo Codnig, calciatore italiano (Trieste, n. 1923)
- Carlo Colombetti, calciatore italiano (Broni, n. 1923)
- Carlo Colombo, calciatore italiano
- Carlo Corna, calciatore e allenatore di calcio italiano (Vercelli, n. 1891 - Fiorenzuola, † 1964)
- Carlo Costly, calciatore honduregno (San Pedro Sula, n. 1982)
- Carlo Crippa, ex calciatore italiano (Milano, n. 1939)
- Carlo Crotti, calciatore e allenatore di calcio italiano (Costa Vescovato, n. 1900 - Tortona, † 1963)

## D(9)
- Carlo Dabbene, calciatore italiano
- Carlo Davies, calciatore italiano (Milano, n. 1898)
- Carlo De Albertis, calciatore italiano (Genova, n. 1892)
- Carlo De Marchi, calciatore italiano (Torino, n. 1890 - † 1972)
- Carlo De Vecchi, calciatore italiano (Milano, n. 1895 - Milano, † 1970)
- Carlo Degara, calciatore italiano (Vercelli, n. 1896 - Vercelli, † 1984)
- Carlo Di Cristofaro, ex calciatore italiano (Colonnella, n. 1945)
- Carlo Di Tullio, calciatore e allenatore di calcio italiano (Spinazzola, n. 1918)
- Carlo Dossi, ex calciatore italiano (Fara Gera d'Adda, n. 1926)

## F(5)
- Carlo Ferrarese, calciatore italiano (Adria, n. 1882 - Erba, † 1962)
- Carlo Ferrari, calciatore italiano
- Carlo Fontanesi, ex calciatore italiano (Castel d'Ario, n. 1931)
- Carlo Fracchia, calciatore italiano (Sale, n. 1900 - † 1944)
- Carlo Furlanis, calciatore italiano (Concordia Sagittaria, n. 1939 - Pescia, † 2013)

## G(16)
- Carlo Galletti, calciatore italiano (Milano, n. 1888 - Genova, † 1915)
- Carlo Gambini, ex calciatore italiano (Pisa, n. 1928)
- Carlo Garbarino, calciatore italiano (Alessandria, n. 1914)
- Carlo Adriano, calciatore spagnolo (Villarreal, n. 2001)
- Carlo Garozzo, calciatore e allenatore di calcio egiziano
- Carlo Gattini, calciatore italiano
- Carlo Gervasoni, ex calciatore italiano (Legnano, n. 1982)
- Carlo Ghigliano, calciatore e allenatore di calcio italiano (Bastia Mondovì, n. 1891 - Genova, † 1966)
- Carlo Ghirelli, calciatore italiano (Mantova, n. 1901)
- Carlo Giacomelli, calciatore italiano
- Carlo Gianelli, calciatore e allenatore di calcio italiano (Tortona, n. 1904 - Tortona, † 1987)
- Carlo Girardi, calciatore italiano (n. 1892)
- Carlo Gori, ex calciatore italiano (Livorno, n. 1942)
- Carlo Grazioli, calciatore italiano (Gaggiano, n. 1916)
- Carlo Guarnieri, calciatore italiano (Pescara, n. 1919 - Pescara, † 2004)
- Carlo Guasti, ex calciatore italiano (Prato, n. 1950)

## H(2)
- Carlo Hopf, calciatore svizzero (Basilea, n. 1887 - Backnang, † 1959)
- Lionello Hierschel de Minerbi, calciatore, tennista e politico italiano (Parigi, n. 1873 - Roma, † 1937)

## J(1)
- Carlo Jacomuzzi, ex calciatore e dirigente sportivo italiano (Torino, n. 1949)

## L(8)
- Carlo Lancerotto, calciatore e dirigente sportivo italiano (Genova, † 1908)
- Carlo Lancini, ex calciatore italiano (Travagliato, n. 1944)
- Carlo Lattanzio, calciatore argentino (La Plata, n. 1997)
- Carlo Lenci, calciatore italiano (Viareggio, n. 1928 - Firenze, † 2000)
- Carlo Lucchelli, calciatore italiano (Novara, n. 1922)
- Carlo Lucchesi, calciatore italiano (Trieste, n. 1927 - Trieste, † 2021)
- Carlo Lucchini, calciatore italiano
- Carlo Luisi, ex calciatore italiano (Pescara, n. 1977)

## M(22)
- Carlo Maesani, calciatore italiano (Como, n. 1923)
- Carlo Maggi, calciatore italiano (Milano, n. 1894)
- Carlo Maggi, calciatore italiano (Milano, n. 1922)
- Carlo Magno Magni, calciatore, arbitro di calcio e giornalista italiano (Pizzighettone, n. 1883 - Milano, † 1942)
- Carlo Maluta, calciatore e allenatore di calcio italiano (Trieste, n. 1927 - † 1973)
- Carlo Mammarella, ex calciatore italiano (Pescara, n. 1982)
- Carlo Mamo, ex calciatore maltese (Tarxien, n. 1979)
- Carlo Manfredini, calciatore italiano (Sestri Ponente, n. 1921)
- Carlo Maranghi, calciatore e allenatore di calcio italiano (Genova, n. 1888 - Roma, † 1940)
- Carlo Marelli, calciatore italiano (Como, n. 1899)
- Carlo Marini, ex calciatore canadese (Vancouver, n. 1972)
- Carlo Marzorati, calciatore italiano (n. 1898)
- Carlo Mattrel, calciatore italiano (Torino, n. 1937 - Front, † 1976)
- Carlo Melchior, calciatore italiano (Udine)
- Carlo Mezzi, ex calciatore italiano (Parma, n. 1938)
- Carlo Migliaccio, calciatore italiano (Genova, n. 1914)
- Carlo Molon, calciatore e allenatore di calcio italiano (Catania, n. 1929 - † 2008)
- Carlo Montrasio, calciatore italiano (Saronno, n. 1907 - Saronno, † 1980)
- Carlo Morganti, ex calciatore italiano (Santo Stefano Arno, n. 1939)
- Carlo Morosi, calciatore italiano (Cardano al Campo, n. 1911 - Dorno, † 1962)
- Carlo Mupo, calciatore italiano (Avellino, n. 1935 - Roma, † 2023)
- Carlo Muraro, ex calciatore e allenatore di calcio italiano (Gazzo, n. 1955)

## N(4)
- Carlo Nash, ex calciatore inglese (Bolton, n. 1973)
- Carlo Nay, calciatore italiano
- Carlo Nesi, calciatore italiano (Roma - † 1982)
- Carlo Novelli, calciatore italiano (Firenze, n. 1935 - Ferrara, † 2014)

## P(14)
- Nicola Carlo Pagani, ex calciatore italiano (Codogno, n. 1977)
- Carlo Paoletti, calciatore italiano (Livorno, n. 1917 - Castelldefels, † 2003)
- Howard Passadoro, calciatore gallese (Newport, n. 1871 - Guildford, † 1921)
- Carlo Payer, calciatore italiano (Milano, n. 1890 - Chiavenna, † 1978)
- Carlo Pelagatti, calciatore italiano (Arezzo, n. 1989)
- Carlo Pianzola, calciatore e militare italiano (Parma, n. 1911 - Roma, † 2001)
- Carlo Piazza, calciatore italiano (n. 1891)
- Carlo Piccardi, calciatore italiano (Firenze, n. 1919 - Firenze, † 1971)
- Carlo Piccioni, calciatore italiano (Asti, n. 1932 - Biella, † 2002)
- Carlo Pinsoglio, calciatore italiano (Moncalieri, n. 1990)
- Carlo Pischianz, calciatore italiano (Trieste, n. 1922 - † 1979)
- Carlo Pittaluga, calciatore italiano
- Carlo Pontiggia, calciatore italiano (Varese, n. 1910)
- Carlo Pulvirenti, calciatore italiano

## Q(1)
- Carlo Alberto Quario, calciatore e allenatore di calcio italiano (Vercelli, n. 1913 - † 1984)

## R(14)
- Carlo Radice, calciatore italiano (Monza, n. 1907 - Milano, † 1976)
- Carlo Rampini, calciatore italiano (Candia Lomellina, n. 1891 - Vercelli, † 1968)
- Carlo Ratti, calciatore italiano
- Carlo Ravelli, calciatore italiano
- Carlo Ravizzoli, calciatore italiano (Modena, n. 1914 - Modena, † 1989)
- Carlo Re Dionigi, calciatore italiano (Legnano, n. 1921)
- Carlo Redaelli, calciatore italiano (Bernareggio, n. 1924)
- Carlo Redolfi, ex calciatore italiano (Trieste, n. 1929)
- Carlo Reggiani, calciatore italiano (Milano, n. 1901)
- Carlo Riccetelli, ex calciatore italiano (Vicovaro, n. 1962)
- Carlo Ricci, calciatore italiano
- Carlo Rognoni, calciatore italiano (Savignano sul Rubicone, n. 1922)
- Carlo Rosa, calciatore italiano (Thiene, n. 1909 - Thiene, † 1973)
- Carlo Rossetti, calciatore italiano (Milano, n. 1917)

## S(13)
- Carlo Sabadini, calciatore italiano (Verona, n. 1914)
- Carlo Salemme, calciatore italiano (Savona, n. 1902 - † 1992)
- Carlo Sartori, ex calciatore italiano (Caderzone Terme, n. 1948)
- Carlo Scaccabarozzi, calciatore italiano (Milano, n. 1932 - Erba, † 2015)
- Carlo Scarpato, calciatore e allenatore di calcio italiano (Sampierdarena, n. 1918 - Follo, † 1989)
- Carlo Servetto, calciatore italiano (Vercelli, n. 1888 - Torino, † 1981)
- Carlo Seychell, ex calciatore maltese (n. 1949)
- Carlo Sfondrini, calciatore italiano
- Carlo Sgobbi, calciatore italiano (Adria, n. 1919)
- Carlo Sickinger, calciatore tedesco (Karlsruhe, n. 1997)
- Carlo Soldo, ex calciatore e allenatore di calcio italiano (Genivolta, n. 1942)
- Carlo Stradella, calciatore italiano (Asti, n. 1921 - Asti, † 1995)
- Carlo Streit, calciatore svizzero (Berna, n. 1888)

## T(9)
- Carlo Tacchini, calciatore italiano (Santa Cristina e Bissone, n. 1943 - Santa Cristina e Bissone, † 2021)
- Carlo Tagnin, calciatore e allenatore di calcio italiano (Alessandria, n. 1932 - Alessandria, † 2000)
- Carlo Talladira, ex calciatore australiano (n. 1971)
- Carlo Teodorani, ex calciatore italiano (Savignano sul Rubicone, n. 1977)
- Carlo Testa, calciatore italiano
- Carlo Tirone, calciatore italiano (Torino, n. 1894 - Monfalcone, † 1969)
- Carlo Tresoldi, calciatore italiano (Boltiere, n. 1952 - Milano, † 1995)
- Carlo Trevisanello, ex calciatore italiano (Venezia, n. 1957)
- Carlo Troscè, ex calciatore italiano (Recanati, n. 1970)

## V(13)
- Carlo Vacondio, calciatore italiano (San Pellegrino, n. 1898 - Reggio Emilia, † 1943)
- Carlo Valentini, calciatore sammarinese (Borgo Maggiore, n. 1982)
- Carlo Vanini, ex calciatore italiano (Mantova, n. 1938)
- Carlo Venturini, calciatore e allenatore di calcio italiano (Mantova)
- Carlo Vigevani, calciatore italiano (Lecco, n. 1892 - Monte Ortigara, † 1917)
- Carlo Villa, calciatore italiano (Seregno, n. 1912 - Seregno, † 1975)
- Carlo Villa, calciatore italiano (Novara, n. 1906)
- Carlo Villa, calciatore italiano (Monza, n. 1905)
- Carlo Villanueva, calciatore cileno (Santiago del Cile, n. 1999)
- Carlo Visintin, calciatore e allenatore di calcio italiano (Lubiana, n. 1920)
- Carlo Volpi, ex calciatore italiano (Sampierdarena, n. 1941)
- Carlo Alberto Volpi, ex calciatore italiano (Abbazia, n. 1936)
- Carlo Vomiero, calciatore italiano (Cittadella, n. 1938 - Cittadella, † 2018)

## Z(5)
- Carlo Zammit Lonardelli, calciatore maltese (L-Iklin, n. 2001)
- Carlo Zamporlini, calciatore italiano (Chioggia, n. 1902 - Roma, † 1996)
- Carlo Zappelli, calciatore italiano (Viareggio, n. 1914)
- Carlo Zecchini, calciatore italiano (Sesto San Giovanni, n. 1939 - Grosseto, † 2003)
- Carlo Zoppellari, calciatore italiano (Lendinara, n. 1921 - Il Cairo, † 2011)